# Hautbos
Hautbos – miejscowość i gmina we Francji, w regionie Hauts-de-France, w departamencie Oise.
Według danych na rok 1990 gminę zamieszkiwało 109 osób, a gęstość zaludnienia wynosiła 25 osób/km² (wśród 2293 gmin Pikardii Hautbos plasuje się na 888. miejscu pod względem liczby ludności, natomiast pod względem powierzchni na miejscu 935.).